# Chris Simboli
Christopher G. „Chris“ Simboli (* 18. September 1962 in Ottawa, Ontario) ist ein ehemaliger kanadischer Freestyle-Skier. Er startete in allen Disziplinen und hatte seine Stärken in der nicht mehr ausgetragenen Disziplin Ballett (Acro) und im Aerials (Springen). 1989 gewann er den Freestyle-Gesamtweltcup und wurde Weltmeister in der Kombination.

## Biografie

### Sportliche Laufbahn
Chris Simboli nahm im Dezember 1981 an den internationalen Jugendmeisterschaften teil und gewann im Ballett die Silbermedaille. Sein Debüt im Freestyle-Skiing-Weltcup gab er im Januar 1984 in Stoneham. Mitte März belegte er mit Rang drei beim Springen von Campitello Matese seinen ersten Podestplatz. Die Aerials-Disziplinenwertung schloss er auf Platz fünf ab.
In den kommenden Jahren gehörte Simboli vor allem im Ballett und Aerials zur Weltspitze, Schwächen zeigte er lediglich auf der Buckelpiste und erreichte als bestes Weltcup-Ergebnis einen zehnten Rang 1988 in Tignes. Bei den Weltmeisterschaften am selben Ort kostete ihn Rang 45 nach guten Ergebnissen in den anderen beiden Disziplinen eine Medaille in der Kombinationswertung. Im März 1986 feierte er in Voss seinen ersten Weltcupsieg. Im Gesamtweltcup belegte er darauf abwechselnd dritte und zweite Ränge. Für die Demonstrationswettbewerbe bei den Olympischen Spielen von Calgary konnte sich Simboli aufgrund der starken teaminternen Konkurrenz, vor allem vonseiten der Québec Air Force, nicht qualifizieren. Im Winter 1988/89 gelang Simboli sowohl der Gewinn des Gesamtweltcups als auch der Kombinationswertung – allerdings ohne einen einzelnen Weltcupsieg. Bei den Weltmeisterschaften am Oberjoch gewann er außerdem die Goldmedaille in der Kombination. Danach beendete er seine Karriere. 1993 wurde er mit der Aufnahme in die Canadian Ski Hall of Fame geehrt.

### Weitere Karriere
Nach seiner Laufbahn im Leistungssport schlug Chris Simboli eine Karriere als Rechtsanwalt ein. Nachdem er sich 1992 an der Carleton University in seiner Heimatstadt Ottawa zunächst einen B.A. erworben hatte, studierte er Recht an der University of Windsor und verließ die Hochschule mit dem Titel L.L.B. 1995 schloss er seine akademische Laufbahn als J.D. an der University of Detroit Mercy ab. Als Anwalt spezialisierte er sich unter anderem auf Urheberrechtsfragen und Due Diligence im Gesundheits- und Technologiebereich. Er ist Anteilseigner einer Anwaltskanzlei und Mitglied der American Bar Association.
Chris Simboli ist seit 1992 mit seiner Freestyle-Kollegin Melanie Palenik verheiratet. Das Paar lebte zunächst in Ottawa und dann in der San Francisco Bay Area, wo Simboli im Silicon Valley als Rechtsberater tätig war. Chris und Melanie Simboli haben eine Tochter (* 1998) und einen Sohn (* 2001).

## Erfolge

### Weltmeisterschaften
- Tignes 1986: 5. Kombination, 8. Aerials, 15. Ballett, 45. Moguls
- Oberjoch 1989: 1. Kombination, 8. Aerials, 8. Ballett, 21. Moguls

### Weltcupwertungen
| Saison  | Gesamt | Gesamt | Aerials | Aerials | Moguls | Moguls | Ballett | Ballett | Kombination | Kombination |
| Saison  | Platz  | Punkte | Platz   | Punkte  | Platz  | Punkte | Platz   | Punkte  | Platz       | Punkte      |
| ------- | ------ | ------ | ------- | ------- | ------ | ------ | ------- | ------- | ----------- | ----------- |
| 1984    | 6.     | 51     | 5.      | 119     | 36.    | 15     | 8.      | 106     | 6.          | 66          |
| 1984/85 | 3.     | 58     | 7.      | 129     | 47.    | 9      | 4.      | 153     | 2.          | 80          |
| 1985/86 | 2.     | 54     | 7.      | 126     | 30.    | 13     | 11.     | 79      | 2.          | 55          |
| 1986/87 | 3.     | 51     | 10.     | 108     | 39.    | 10     | 8.      | 111     | 4.          | 76          |
| 1987/88 | 2.     | 55     | 11.     | 107     | 30.    | 32     | 6.      | 150     | 4.          | 95          |
| 1988/89 | 1.     | 58     | 10.     | 101     | 27.    | 41     | 6.      | 149     | 1.          | 84          |

### Weltcupsiege
Simboli errang im Weltcup 41 Podestplätze, davon 3 Siege:
| Datum         | Ort                 | Land        | Disziplin   |
| ------------- | ------------------- | ----------- | ----------- |
| 9. März 1986  | Voss                | Norwegen    | Kombination |
| 6. März 1988  | Oberjoch            | Deutschland | Kombination |
| 20. März 1988 | Meiringen-Hasliberg | Schweiz     | Kombination |

### Weitere Erfolge
- 5 kanadische Meistertitel (Aerials 1984 und 1986, Kombination 1985, 1987 und 1988)[4]
- 3 Ontario-Meistertitel[5]
- Silbermedaille bei den Internationalen Jugendmeisterschaften im Skiballett 1981

## Auszeichnungen
- 1989: John Semmelink Memorial Award
- 1990: Ottawa’s Athlete of the Year
- 1993: Aufnahme in die Canadian Ski Hall of Fame
- 1993: Aufnahme in die Ottawa Sport Hall of Fame